# Bunodosoma
Bunodosoma is een geslacht van zeeanemonen uit de familie van de Actiniidae.

## Soorten
- Bunodosoma biscayense (Fischer, 1874)
- Bunodosoma caissarum Corrêa in Belém, 1987
- Bunodosoma californicum Carlgren, 1951
- Bunodosoma cangicum Belém & Preslercravo, 1973
- Bunodosoma capense (Lesson, 1830)
- Bunodosoma cavernatum (Bosc, 1802)
- Bunodosoma diadema (Drayton in Dana, 1846)
- Bunodosoma fallax (Pax, 1922)
- Bunodosoma goanense den Hartog & Vennam, 1993
- Bunodosoma grande (Verrill, 1869)
- Bunodosoma granuliferum (Le Sueur, 1817)
- Bunodosoma kuekenthali Pax, 1910
- Bunodosoma sphaerulatum Duerden, 1902